# 名鉄自動車学校
座標: 北緯35度5分0.2秒 東経136度57分21.2秒 / 北緯35.083389度 東経136.955889度

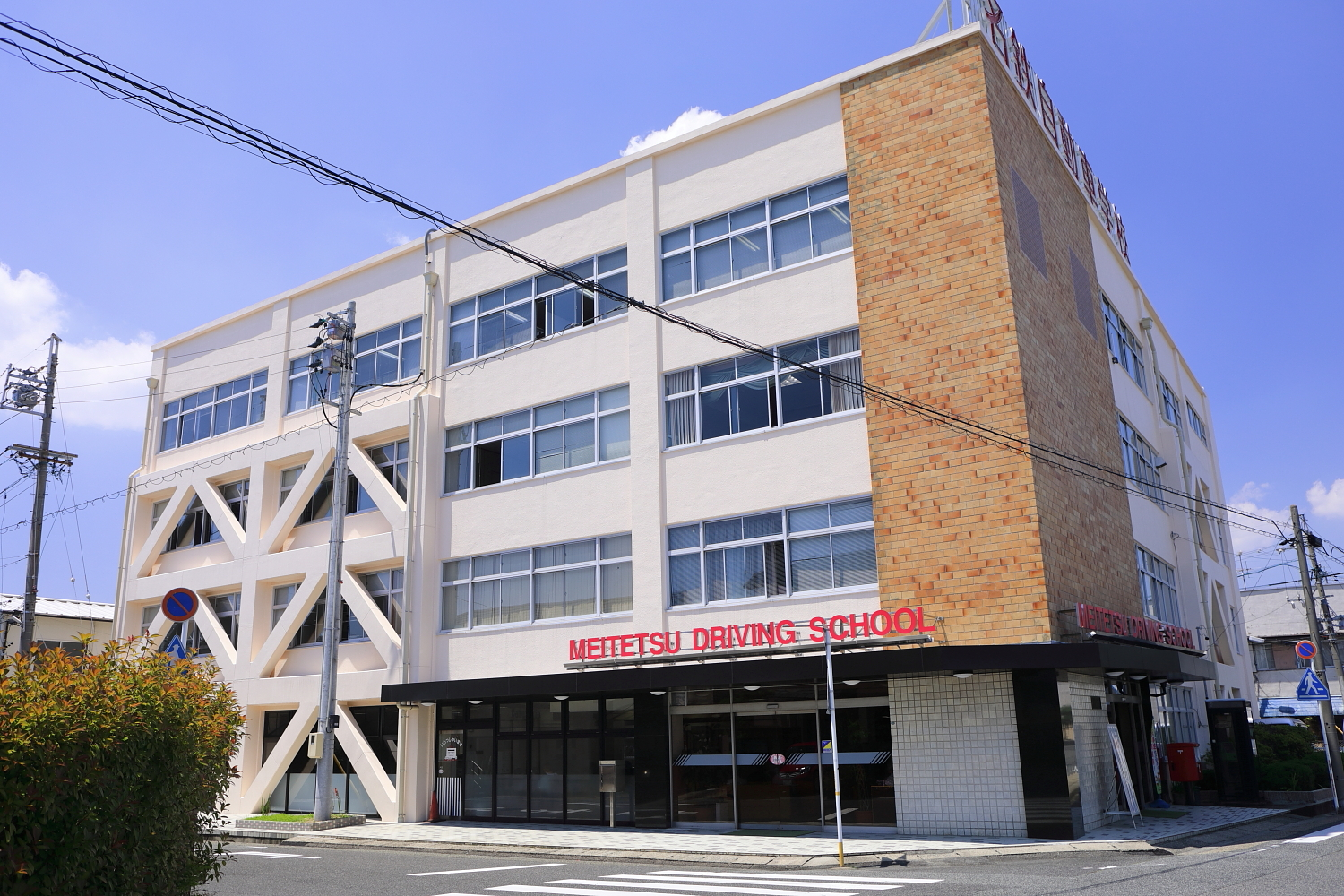
名鉄自動車学校校舎（2020年（令和2年）6月）

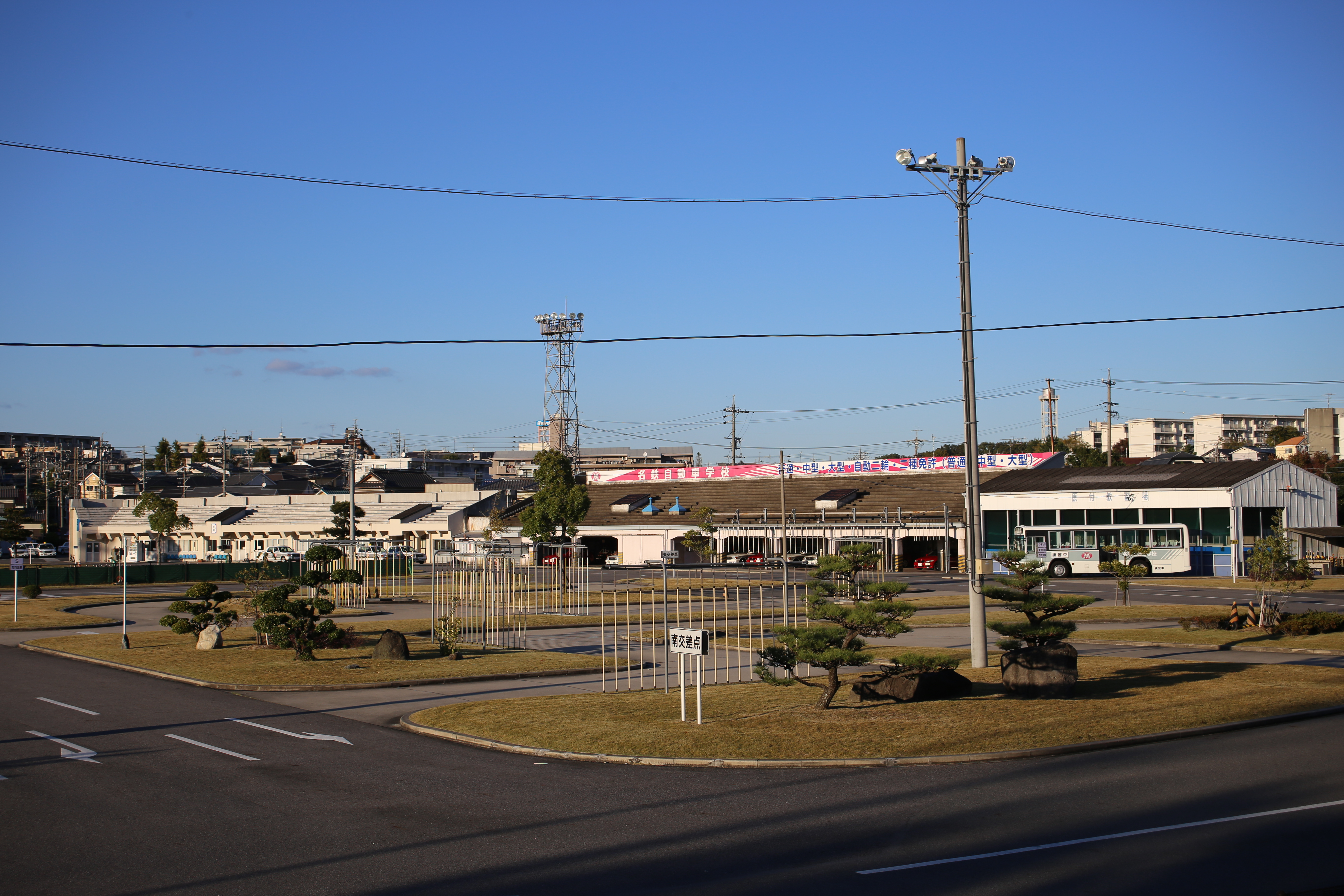
奥に球場スタンドの名残がある（2015年（平成27年）11月）

名鉄自動車学校（めいてつじどうしゃがっこう、Meitetsu Driving School）は、愛知県名古屋市緑区にある名鉄グループの自動車教習所。学校法人名鉄学園が運営する。
愛知県公安委員会指定の自動車学校である。所在地は、愛知県名古屋市緑区鳴海町文木90。

## 歴史
1959年（昭和34年）4月13日に開校した。
名鉄自動車学校は鳴海球場の跡地につくられた。折しも、1956年（昭和31年）に道路交通取締法が改正され、旅客運送自動車の運転には第二種運転免許の取得が必要となり、さらにバスの運転には大型免許も必要となった。しかし、愛知県内には当時大型二種免許取得のための教習施設がなかったため、このような施設の必要性に迫られた。加えて自家用車の普及が見込まれ、普通自動車免許の取得希望者が増えると予測されたため、この二つの面から、第一種運転免許第二種運転免許の双方を取得できる設備の整った自動車運転者養成施設の設置を名古屋鉄道が発案し、その用地として中日スタヂアム（現：ナゴヤ球場）完成後に使用頻度が減少していた鳴海球場を活用することになった。

## 取得免許
- 普通自動車免許（MT車・AT車）[2]
- 準中型自動車免許
- 中型自動車免許[2]
- 大型自動車免許[2]
- 普通自動二輪車免許（MT車・AT車）[2]
- 大型自動二輪車免許（MT車・AT車）[2]
- 普通自動車第二種免許（MT車・AT車） [2]
- 中型自動車第二種免許[2]
- 大型自動車第二種免許[2]

## 取扱講習
- ペーパードライバー講習
- 企業向安全運転講習
- 高齢者講習
- 初心者運転講習
- 取得時講習

## 交通アクセス
- 名鉄名古屋本線「鳴海駅」から徒歩で約9分。
- 名古屋市営地下鉄桜通線「野並駅」または名鉄名古屋本線「鳴海駅」からスクールバスで約3分。地下鉄桜通線「鳴子北駅」「相生山駅」「神沢駅」「徳重駅」などからもスクールバスが出ている。

## 姉妹校
- 名鉄自動車専門学校